# سلطان هوساوي (لاعب كرة قدم مواليد 2005)
سلطان محمد هوساوي لاعب كرة قدم سعودي ، يلعب كمهاجم في نادي جدة.